# Guerra e Paz (Candido Portinari)
Guerra e Paz são dois painéis de, aproximadamente, 14 x 10 m cada um produzidos pelo pintor brasileiro Candido Portinari, entre 1952 e 1956. Os painéis foram encomendados pelo governo brasileiro para presentear a sede da Organização das Nações Unidas (ONU) em Nova York, mas antes de partirem, em 1956, foram expostos numa cerimônia no Teatro Municipal do Rio de Janeiro, que contou com a presença do então Presidente Juscelino Kubitschek.
Os primeiros estudos para a obra surgiram em 1952, quando Portinari realizava uma outra encomenda, feita pelo Banco da Bahia, com a temática de retratar a chegada da família real portuguesa à Bahia. Com o auxílio de Enrico Bianco e de Maria Luiza Leão, os painéis Guerra e Paz foram pintados a óleo sobre madeira compensada naval. Enquanto um é uma representação da guerra, o outro representa a paz. Por seu trabalho com os painéis, Portinari foi agraciado em 1956 com o prêmio concedido pela Solomon Guggenheim Foundation de Nova York. Naquela ocasião, o crítico de arte Mario Barata publicou a seguinte nota no Diário de Notícias:
| “ | Nunca, na arte moderna do mundo inteiro, um pintor viu as suas obras substituírem-se aos acorde de Wagner e Verdi, à fantasia dos ballets de Chopin, à majestade das orquestras sinfônicas. Pela primeira vez no século XX, o maior teatro de uma cidade transforma-se em templo da pintura | ” |

Cinquenta e quatro anos depois, em dezembro de 2010, os painéis deixaram a sede da ONU e retornaram ao Brasil para serem restaurados no Palácio Gustavo Capanema, de fevereiro a maio de 2011, em ateliê aberto ao público. Graças aos esforços do Projeto Portinari, do Governo Federal, através do Ministério da Cultura e do Itamaraty, de instituições internacionais e de empresas estatais e privadas, a obra foi exposta no Brasil e no exterior até agosto de 2013, enquanto a sede da ONU sofria uma grande reforma.

No retorno ao Brasil, contou com uma exibição franca que foi de 22 de dezembro de 2010 até 6 de janeiro de 2011, no Teatro Municipal do Rio de Janeiro. A exposição foi visitada por mais de 40 mil pessoas. Do Rio, os painéis seguiram para São Paulo (Memorial da América Latina) e, após, um itinerário que passou pelo Grand Palais, em Paris, pelo Memorial da Paz de Hiroshima, no Japão, pelo Auditório Municipal de Oslo, onde ficaram expostos durante a entrega do Prêmio Nobel da Paz, e pelo Museu de Arte Moderna de Nova York.